# Vratislav von Pernstein (1463–1496)
Vratislav von Pernstein (tschechisch Vratislav z Pernštejna; * um 1463; † 16. Januar 1496) war ein mährisch-böhmischer Adliger. Ab 1487 bekleidete er das Amt des Oberstlandkämmerers von Mähren. Er entstammte dem Adelsgeschlecht der Herren von Pernstein.

## Leben
Vratislav war der viertälteste Sohn des Johann von Pernstein aus dessen zweiter Ehe mit Bohunka von Lomnitz (Bohunka z Lomnice).
Beim Tod des Vaters 1475 waren Vratislav und dessen Brüder Johann/Jan und Emmeram/Jimram noch nicht volljährig. Deshalb standen sie, da der älteste Bruder Sigmund bereits tot war, unter der Vormundschaft des zweitgeborenen Bruders Wilhelm, der das väterliche Erbe zunächst gemeinschaftlich verwaltete. Bei der 1478 erfolgten Teilung erhielten Vratislav und Johann gemeinsam die Burg Pernstein und einen Teil der umliegenden Dörfer. Die anderen Dörfer mit der Burg Zubstein behielt Wilhelm für sich und den jüngsten Bruder Emmeram/Jimram, der weiterhin unter Wilhelms Vormundschaft stand. Alle drei Brüder mussten sich an den von ihrem Vater hinterlassenen Schulden beteiligen, deren Gläubiger Wilhelm war. Er hatte für seinen Vater von dessen Schwiegervater Johann von Lomnitz die Herrschaft Meseritsch erworben bzw. bezahlt. Nachdem Johann/Jan kurze Zeit später verstorben war, gelangte dessen Anteil an Vratislav.
Als Vratislavs Bruder Wilhelm 1482 das nach dem Tod von Bertold/Pertold von Leipa verwaiste Amt des Oberstlandmarschalls des Königreichs Böhmen übernahm, beabsichtigte er, das von ihm seit 1474 bekleidete Amt des Oberstlandkämmerers von Mähren an Vratislav zu übertragen. Obwohl er hierzu die Zustimmung sowohl des ungarischen Königs Matthias Corvinus, der die Regentschaft über Mähren ausübte, als auch des böhmischen Königs Vladislav II. eingeholt hatte, kam es, möglicherweise wegen Vratislavs jugendlichem Alter, erst 1487 zu der Amtsübergabe.
1491 vermählte sich Vratislav, vermutlich mit Vermittlung Wilhelms, mit Ludmilla/Lidmilla, einer Tochter des 1489/90 verstorbenen Jan Heralt von Kunstadt und der Elisabeth (Johanna?) von Krawarn. Obwohl Ludmilla zwei Jahre später starb, erbte er 1495 von seiner mittlerweile ebenfalls verstorbenen Schwiegermutter Schloss und Herrschaft Blumenau sowie Proßnitz. An dem Erbe konnte er sich nicht lange erfreuen. Er starb bereits ein Jahr später im Alter von nur 33 Jahren. Da er keine Nachkommen hinterließ und von seinen Brüdern nur noch Wilhelm lebte, gelangten Vratislavs hinterlassene Besitzungen an diesen.